# A Slave of Vanity
A Slave of Vanity é um filme de drama mudo norte-americano de 1920, estrelado por Pauline Frederick e dirigido por Henry Otto. Foi produzido e distribuído por Robertson-Cole Pictures Corporation. É um filme perdido.

## Elenco
- Pauline Frederick - Iris Bellamy
- Arthur Hoyt - Croker Harrington
- Nigel Barrie - Laurence Trenwith
- Willard Louis - Frederick Maldonado
- Maude Louis - Fanny Sullivan
- Daisy Jefferson - Aurea Vyse
- Ruth Handforth - Miss Pinsent
- Howard Gaye - Arthur Kane